# Fotballklubben Jerv
Il Fotballklubben Jerv, meglio noto come Jerv, è una società calcistica norvegese con sede nella città di Grimstad. Milita in 1. divisjon, la seconda divisione del campionato norvegese.

## Storia
La squadra venne fondata nel 1921. Inizialmente, il nome adottato fu Djerv, per poi diventare Jerv. Nel 1934, lo Jerv entrò nel Grimstad Turn og Idrettsforening, un gruppo sportivo locale. Nel 1975, cominciò Den engelske perioden, il periodo inglese: Douglas Reynolds venne nominato allenatore, mentre nel 1976 toccò a Geoffrey Hudson, a Bryan King dal 1978 al 1979 e Ian Crawford nel 1986. Nel 1982, lo Jerv venne promosso nella 2. divisjon, oggi nota come 1. divisjon. La squadra retrocesse al termine del campionato 1986. Successivamente, la squadra scivolò fino alla 3. divisjon, per poi risalire negli anni 2000. Al termine del campionato 2014, lo Jerv riconquistò un posto nella 1. divisjon. Il 15 dicembre 2021 ottengono la prima storica promozione in Eliteserien al termine dello spareggio con il FK Brann.

## Allenatori
- 1921  Einar Tjersland
- 1922  Johan Johansen
- 1923  John Haugen
- 1924  Ole G. Gjertsen
- 1925-1927  Sigurd Christiansen
- 1928-1929  Johan Heinecke
- 1930  Harry Ødegård e  Peder A. Grøsle
- 1931-1932  Peder A. Grøsle
- 1933  Laurits Hjørring
- 1934  Johan Heinecke
- 1935  Per Christoffersen
- 1936  Peder A. Grøsle
- 1937  Alf Jensen
- 1938  Per Christoffersen
- 1939  Yngvar Berntsen
- 1940-1944  Einar Tjersland
- 1945  Leif G. Simonsen
- 1946-1947  Paul Blomquist e  Leif Grunde Simonsen
- 1948  Sven Aage Sørensen
- 1948  Egil Løvstad
- 1949  Sven Aage Sørensen
- 1950  Leif Grunde Simonsen e  Johan Jørgen Ugland
- 1951  Johan Jørgen Ugland
- 1952  Eugen Sandberg
- 1953  Ivar Bø
- 1954  Ragnar Kobro
- 1955  Sven Aage Sørensen
- 1956  Per Bjørn Amundsen
- 1957  Reidar Berg e  Bård Heggen
- 1958  Erik Keller Karlsen
- 1958  Bård Heggen
- 1959  Reidar Berg e  Rolf Jacobsen
- 1960-1967  Roy Sørskott
- 1968  Johan Svennevig
- 1969-1970  Bjørn Larsen
- 1971-1972  Ola Syse
- 1973  Kjell Pettersen
- 1974  Ola Syse
- 1975  Douglas Reynolds
- 1976  Geoffrey Hudson
- 1977  Karsten Johannessen
- 1978-1979  Bryan King
- 1980-1981  Ole Stavrum
- 1982-1983  Jan Kåre Stedje
- 1984-1985  Bo Johansson
- 1986  Claes Cronqvist
- 1986  Ian Crawford
- 1987-1989  Erik Mørland
- 1990  Ian Crawford
- 1991  Erik Mørland
- 1992  Ole Skouboe
- 1993  Kjell Egge
- 1994  Erik Mørland
- 1995-1998  Kai Ove Ommundsen
- 1999  Arve Olsen
- 2000-2001  Kai Ove Ommundsen
- 2002  Kai Paulsen
- 2003-2004  Jørg Johnsen
- 2005  Kai Paulsen
- 2006-2007  Roy Ludvigsen
- 2008-2009  Tore André Dahlum
- 2010  Arve Seland
- 2011-2013  Peer Danefeld
- 2014-2015  Steinar Pedersen
- 2016-2023  Arne Sandstø
- 2023  Eirik Kjønø
- 2023-oggi  Lars Bohinen

## Palmarès

### Competizioni nazionali
- 2. divisjon: 1

2014 (gruppo 1)
- 3. divisjon: 2

2011 (gruppo 5), 2013 (gruppo 6)

### Altri piazzamenti
- 1. divisjon:

Terzo posto: 2016, 2021
- 2. divisjon:

Secondo posto: 2024 (gruppo 1)

## Organico

### Rosa 2023
Aggiornata al 12 settembre 2023.
| N. |                        | Ruolo | Calciatore          |
| -- | ---------------------- | ----- | ------------------- |
| 1  | Norvegia (bandiera)    | P     | Andreas Olsvoll     |
| 2  | Norvegia (bandiera)    | D     | Torje Wichne        |
| 3  | Francia (bandiera)     | D     | Lucas Larade        |
| 4  | Ruanda (bandiera)      | D     | Ange Mutsinzi       |
| 5  | Norvegia (bandiera)    | D     | Erik Sandberg       |
| 6  | Danimarca (bandiera)   | C     | Mathias Wichmann    |
| 7  | Norvegia (bandiera)    | A     | Runar Hauge         |
| 8  | Norvegia (bandiera)    | C     | Mikael Ugland       |
| 9  | Norvegia (bandiera)    | A     | Erlend Hustad       |
| 10 | Paesi Bassi (bandiera) | C     | Leandro Fernandes   |
| 11 | Portogallo (bandiera)  | A     | Samuel Pedro        |
| 15 | Norvegia (bandiera)    | C     | Erik Næsbak Brenden |
| 16 | Norvegia (bandiera)    | D     | Håkon Krogelien     |
| 17 | Mali (bandiera)        | A     | Bassekou Diabaté    |

| N. |                        | Ruolo | Calciatore            |
| -- | ---------------------- | ----- | --------------------- |
| 18 | Norvegia (bandiera)    | C     | André Richstad        |
| 19 | Norvegia (bandiera)    | D     | Imam Mafi             |
| 20 | Norvegia (bandiera)    | P     | Øystein Øvretveit     |
| 21 | Paesi Bassi (bandiera) | D     | Dean van der Sluys    |
| 23 | Norvegia (bandiera)    | C     | Thomas Liene Ness     |
| 24 | Norvegia (bandiera)    | C     | Jesper Myklebust      |
| 26 | Norvegia (bandiera)    | P     | Georg Esperaas Dirdal |
| 27 | Francia (bandiera)     | D     | Enzo Philibert        |
| 30 | Paesi Bassi (bandiera) | A     | Jeremy Cijntje        |
| 88 | Norvegia (bandiera)    | A     | Eskil Topland Duesund |
| 99 | Liberia (bandiera)     | A     | Peter Wilson          |
| –– | Senegal (bandiera)     | D     | Aliou Coly            |
| –– | Norvegia (bandiera)    | A     | Andreas Endresen      |
| –– | Germania (bandiera)    | A     | Felix Schröter        |